# Hoch Österreich!
Hoch Österreich! (Evviva l'Austria!) op. 371, è una marcia di Johann Strauss (figlio).
L'operetta di Johann Strauss Cagliostro in Wien (Cagliostro a Vienna, prima al Theater an der Wien 27 febbraio 1875), fu il risultato della collaborazione fra Strauss e i due librettisti F. Zell (pseudonimo di Camillo Walzel) e Richard Genée.
Fu Genée che propose il titolo e il testo per la marcia corale Hoch Österreich! (Uno dei sei brani che Strauss aveva estrapolato dalle melodie di "Cagliostro") che fu eseguita alla prima dell'operetta con coro e orchestra al Theater an der Wien.
Il primo versetto del testo di Genée recitava: Freud in Recht und Lust / Aus der vollen Brust / klingt der Ruf: Hoch Österreich! / Wo er schallet / Wilder Hallet / Weckt er donnergleich Echo (Pieno di gioia e di felicità, dal profondo del mio cuore grido: Evviva Austria! Che suona e riecheggia come il tuono).
Nella versione solamente orchestrale, la marcia di Johann fu eseguita dall'orchestra Strauss sotto la direzione di Eduard Strauss il 25 giugno 1875 a Vienna nei Volksgarten.